# 프란츠 베켄바워
프란츠 안톤 베켄바워(독일어: Franz Anton Beckenbauer, 독일어 발음: [fʁants ˈʔantoːn ˈbɛkn̩ˌbaʊɐ] ( 듣기), 1945년 9월 11일~2024년 1월 7일)는 독일의 축구 선수 출신 축구 감독이다. 현역 시절 미드필더로 선수 경력을 시작해 중앙 수비수로 포지션을 바꿨고 현대 축구에서 스위퍼 역할을 창시했다는 평가를 받고 있다. 그는 FIFA 월드컵 우승, 유러피언컵 우승, 발롱도르 수상을 모두 달성한 9명의 축구 선수들 중 한 명이며 FC 바이에른 뮌헨 명예의 전당에 헌액된 18명의 축구 선수들 중 한 명이다. "황제(독일어: Der Kaiser 데어 카이저[*])"라는 별명을 가지고 있었으며 대한민국에서는 프란츠 베켄바우어로도 알려져 있다.
1959년 FC 바이에른 뮌헨에 입단해 1964년 바이에른 뮌헨의 1군에 데뷔한 베켄바워는 바이에른 뮌헨 소속으로 1966-67년 유러피언컵위너스컵 우승, 1974년부터 1976년까지 유러피언컵 연속 3회 우승을 달성했다. 그는 1976년 유러피언컵에서 우승하면서 바이에른 뮌헨 역사상 처음으로 유러피언컵 3번 우승을 달성한 주장이 되었다. 베켄바워는 1977년 바이에른 뮌헨을 떠나 뉴욕 코스모스에 입단했고 1980년까지 뉴욕 코스모스에서 활동했다. 그는 1980년 함부르거 SV에 입단해 1982년까지 함부르크에서 활동했고, 1983년 뉴욕 코스모스로 복귀해 1시즌 후 선수 경력을 마감했다.
베켄바워는 서독 축구 국가대표팀 소속으로 총 103경기에 출전했고 FIFA 월드컵에 3회, UEFA 유럽 축구 선수권 대회에 2회 출전했다. 그는 1974년 FIFA 월드컵에서 서독 대표팀의 주장을 맡아 대표팀의 월드컵 우승을 이끌었고 월드컵에서 우승하면서 월드컵, 유럽 축구 선수권 대회, 유러피언컵 우승을 모두 달성한 첫 번째 주장이 되었다. 그는 1972년과 1976년 올해의 유럽 축구 선수에 선정되었고 1998년 20세기의 전세계 팀, 미국 축구 명예의 전당에, 2002년 FIFA 월드컵 드림팀에, 2004년 FIFA 100에, 2020년 발롱도르 드림팀에 선정되었다.
선수 경력을 마감한 후 베켄바워는 축구 지도자로 활동했고 1984년 서독 대표팀의 감독으로 부임해 1990년 FIFA 월드컵에서 대표팀의 우승을 이끌었다. 이후 올랭피크 드 마르세유, 바이에른 뮌헨의 감독으로도 활동한 그는 2024년을 기준으로 브라질의 마리우 자갈루, 프랑스의 디디에 데샹과 함께 선수와 감독으로 모두 월드컵에서 우승한 3명의 축구인들 중 한 명이다.
베켄바워는 1994년부터 2009년까지 바이에른 뮌헨의 회장으로 활동했고 1998년부터 2010년까지 독일 축구 연맹의 부회장으로 활동했다. 그는 2006년 FIFA 월드컵 조직위원회의 회장을 맡아 독일의 2006년 월드컵 유치를 이끌었다. 행정가 경력 외에 그는 1982년부터 2016년까지 34년 동안 Sky 도이칠란트의 평론가, 빌트의 칼럼니스트로도 활동했다. 2016년 8월, 베켄바워는 2006년 월드컵 유치 당시 조직위원회에서 활동하면서 돈세탁과 횡령에 가담했다는 혐의로 조사를 받았고 이 조사는 공소시효가 만료됨에 따라 2020년 '혐의없음'으로 종결되었다.

## 유년 시절과 초기 경력
프란츠 베켄바워는 전후 폐허가 된 뮌헨에서 태어났다. 아버지는 우체국에서 일하던 프란츠 베켄바워 시니어(Franz Beckenbauer senior)이며, 어머니는 안토니에(Antonie)이다. 프란츠 베켄바워는 이들 부부의 둘째 아들로 태어났다. 베켄바워는 8살이 되던 1954년에 SC 뮌헨 '06(SC Munich '06)의 유소년 팀에서 축구를 시작하였다.
처음에 센터 포워드를 주로 맡았던 프란츠 베켄바워는 1954년 FIFA 월드컵의 우승멤버였던 프리츠 발터(Fritz Walter)와 지역 축구팀이었던 1860 뮌헨의 열렬한 팬이었다("그 팀을 위해서 뛰는 것은 언제나 저의 꿈이었습니다."라고 베켄바워는 훗날 이야기하였다.). 1959년에 베켄바워는 FC 바이에른 뮌헨의 유소년 팀에 입단하였다.

## 구단 경력
베켄바워는 1964년 6월 6일, 바이에른에서의 데뷔전을 레기오날리가 쥐트(Regionaliga Süd)의 슈투트가르트 키커스(Stuttgarter Kickers)와의 경기에서 가졌다. 이 시즌이 끝난 후, 바이에른 뮌헨은 분데스리가로 승격하였다.
바이에른 뮌헨은 곧 리그의 강팀으로 부상하였다. 1966년과 1967년에 DFB-포칼에서 우승을 차지하였고, 1967년에는 UEFA 컵 위너스컵에서 우승을 차지하였다. 베켄바워는 1968-69 시즌부터 팀의 주장을 맡았고, 바이에른 뮌헨은 그해 첫 분데스리가 우승을 거두었다. 베켄바워는 이 시기쯤부터 "리베로"라는 포지션을 실험하기 시작하였다. 베켄바워는 바이에른 뮌헨에서 뛰는 동안 팀의 네 번의 분데스리가 우승과 세 번의 유러피언 컵 우승에 기여하였다.

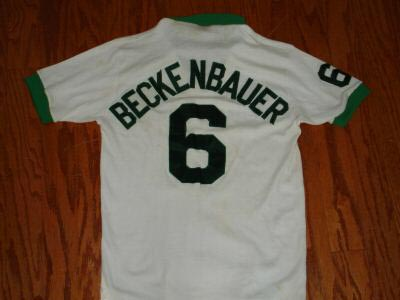
1977년에 뉴욕 코스모스에서 뛰던 시절의 유니폼.

1977년, 베켄바워는 북미 축구 리그의 뉴욕 코스모스와 계약에 합의하였다. 네 시즌 동안 그는 팀에 세 번의 사커볼을 안겨주었다. 1980년, 베켄바워는 다시 독일로 돌아와 함부르거 SV에서 2년 동안 선수로 뛰며 팀의 분데스리가 우승에 기여하였고, 1983년에 뉴욕 코스모스에서 은퇴하였다.

## 국가대표팀 경력
베켄바워는 서독 축구 국가대표팀에서 103경기에 출장하여 14골을 넣었다. 베켄바워는 1966년 월드컵, 1970년 월드컵, 1974년 월드컵의 출전 멤버이기도 하다. 그의 국가대표 첫 경기는 1965년 9월 26일에 스톡홀름에서 열린 스웨덴과의 1966년 FIFA 월드컵 유럽 지역 예선 경기로 서독이 2-1로 승리했다.

### 1966 FIFA 월드컵
베켄바워는 1966년 FIFA 월드컵에서 전 경기에 출장하였다. 베켄바워는 스위스와의 첫 경기에서 2골을 넣어 팀의 5:0 승리를 이끌었다. 우루과이와의 8강전에서도 팀의 2번째 골을 넣으며 4:0 승리에 기여하였고, 소련과의 4강전에서도 한골을 넣었다. 결승전에서 잉글랜드와 맞붙은 서독은 연장전까지 가는 혈투 끝에 2:4로 패배하였다. 비록 우승에는 실패하였지만, 수비수임에도 불구하고 대회 득점 공동 3위에 오른 베켄바워의 맹활약은 주목받을 만하였다.

### 1970 FIFA 월드컵
1970년 FIFA 월드컵에서 서독은 1라운드 3경기를 내리 이긴 후 8강에서 잉글랜드와 재대결을 벌였다. 후반전 중반까지 0-2로 끌려가던 서독은 베켄바워의 만회골과 동점골로 경기를 연장전까지 끌고가 승리하였다. 서독은 4강에서 이탈리아와 맞붙었는데, 이 경기는 세기의 명승부중 하나로 꼽힌다. 베켄바워는 경기도중 쇄골에 부상을 입었지만, 최대 교체 가능인원인 2명을 교체한 후였기 때문에 계속 뛸 수밖에 없었다. 부상에도 불구하고 연장전까지 계속 뛰었지만, 서독은 이탈리아에 3-4로 패배하였다. 6월 20일에 벌어진 3-4위전에서는 우루과이를 1-0으로 꺾고 3위를 차지하였다.

### 1974 FIFA 월드컵
1974년 FIFA 월드컵은 서독에서 개최되었다. 베켄바워는 팀의 주장을 맡아 결승전에서 네덜란드와의 치열한 경기 끝에 2-1로 승리를 거두고, 쥘 리메 컵을 대신하여 제작된 새로운 트로피를 처음으로 차지하였다. 이로써 서독은 유로와 월드컵을 연속으로 우승한 첫 팀이 되었다.

### 유럽 선수권 대회
베켄바워는 1971년부터 서독의 주장을 맡기 시작하였다. UEFA 유로 1972에서 서독은 소련을 결승전에서 3-0으로 물리치고 우승을 차지하였다. UEFA 유로 1976에서는 준우승을 차지하였다.

## 지도자 경력
독일로 돌아온 베켄바워는 유프 데어발(Jupp Derwall) 전 감독의 뒤를 이어 1984년 9월 서독의 감독을 맡게 되었다. 베켄바워가 이끈 서독 대표팀은 1986년 FIFA 월드컵에서 아르헨티나에 패배하여 준우승을 차지하였다.
독일이 1990년에 통일되기 전, 베켄바워는 동독 선수들이 포함되어있지 않은 마지막 독일 축구 국가대표팀의 감독을 맡아 월드컵에 참가하였다. 아르헨티나와의 결승전에서 1-0으로 승리를 거두고 우승을 차지하였다. 베켄바워는 마리우 자갈루, 디디에 데샹과 함께 선수와 감독으로 월드컵 우승을 차지한 기록을 가지고 있으며, 팀의 주장과 감독을 맡아 월드컵 우승을 차지한 첫 사람이기도 하다.
월드컵이 끝난 후, 올랭피크 드 마르세유의 감독을 맡았으나 이듬해에 물러났다.
1993년 12월 28일부터 1994년 6월 30일까지 에리히 리베크 감독에 이어 바이에른 뮌헨의 감독을 맡았는데 이 기간에 뮌헨은 4년만에 분데스리가 타이틀을 탈환하였다. 이 후, 1996년 4월 29일부터 6월 30일까지 오토 레하겔이 경질된 뒤 바이에른 뮌헨의 감독 대행을 맡기도 하였는데, 이 기간에는 UEFA 컵 우승을 차지하였다.
1994년부터 바이에른 뮌헨의 회장직을 맡았으며, 이후 바이에른 뮌헨은 각종 대회에서 큰 성공을 거두었다.
1998년에 베켄바워는 독일 축구 협회(DFB)의 부회장이 되었다. 베켄바워는 독일에서 열리는 2006년 FIFA 월드컵의 조직위원장을 맡았고, 대회기간 중에는 《빌트》지의 해설위원을 맡기도 하였다.

## 개인사

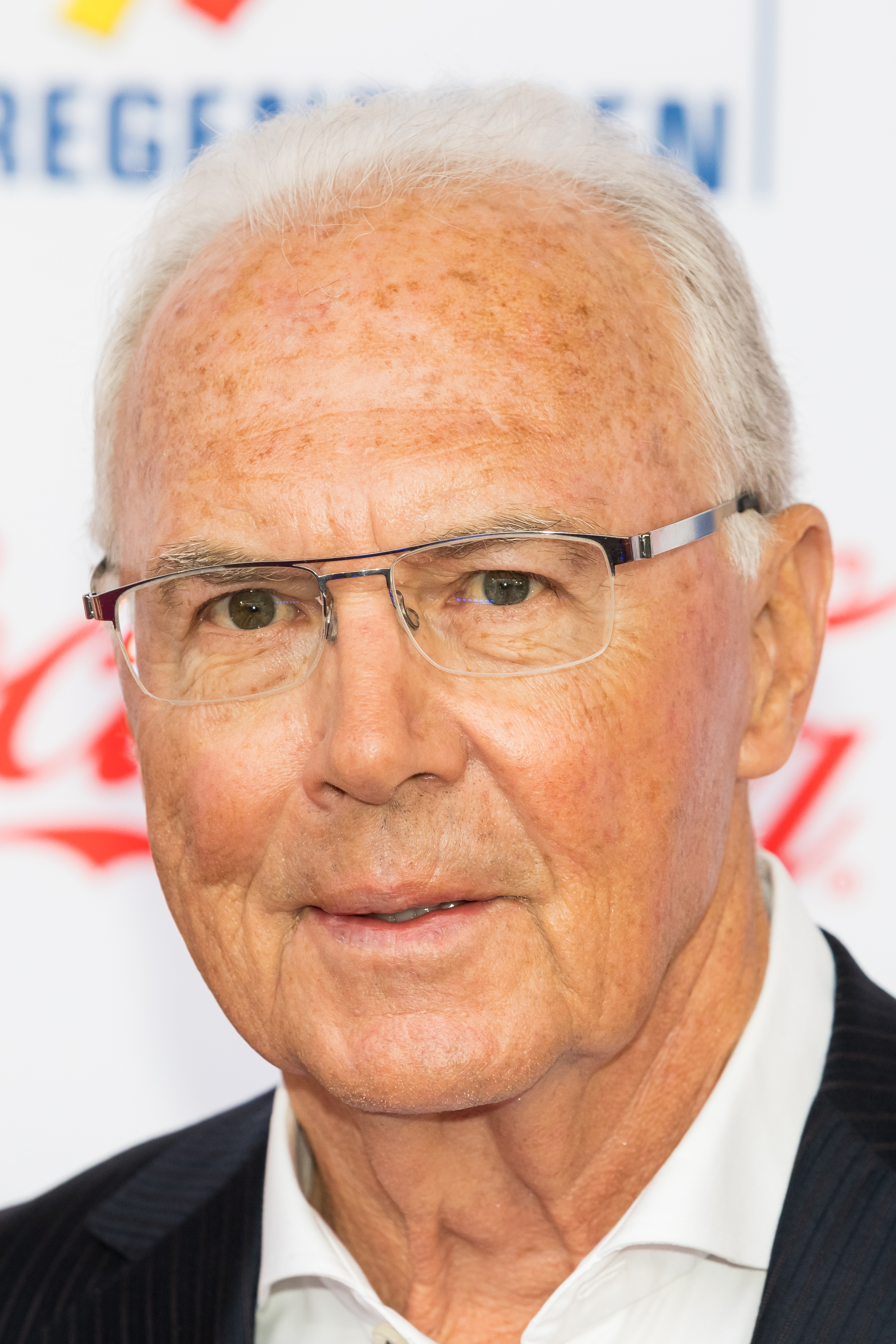
2019년의 베켄바워

베켄바워는 3번 결혼했고 총 5명의 자녀들을 가졌다. 자녀들 중에서 슈테판 베켄바워는 아버지를 따라 축구 선수로 활동했으며 2015년 7월 31일 46세의 나이에 뇌종양으로 사망했다. 슈테판의 아들 루카 베켄바워(독일어: Luca Beckenbauer) 또한 SV 바커 부르크하우젠의 축구 선수로 활동하고 있으며 2024년 1월 기준으로 MTV 뮌헨에 임대되어 있다.
베켄바워는 핸드폰 회사의 광고에 출현한 후 자신의 핸드폰 번호를 0176 / 666666으로 지정해 달라고 통신사에 부탁해 핸드폰 번호를 변경했다. 그러나 숫자 6의 독일어(독일어: Sechs 젝스[*]) 발음이 성관계를 의미하는 영어 단어 'Sex'의 발음과 유사해 그는 몇몇 남성들로부터 폰섹스 전화를 받았다.
베켄바워는 코소보의 유럽 축구 연맹(UEFA)과 국제 축구 연맹(FIFA) 가입을 위해 2011년 코소보의 명예 영사로 임명되었다.
베켄바워는 2016년과 2017년 심장 수술을 받았고 2018년 고관절 보철물 삽입 수술을 받았다.

## 사망
베켄바워는 2024년 1월 7일 오스트리아 잘츠부르크에서 78세의 나이로 사망했다. 유족들은 dpa 통신에 그의 사인이 자연사라고 발표했다. 베켄바워가 사망한 후 11개월이 지난 2024년 12월 8일, FC 바이에른 뮌헨은 그가 선수 시절 바이에른 뮌헨에서 사용했던 등번호 5번을 영구 결번으로 지정했다.

## 수상 내역

### 선수
- 분데스리가: 1968–69, 1971–72, 1972–73, 1973–74
- DFB 포칼: 1965–66, 1966–67, 1968–69, 1970–71
- 유로피언컵: 1973–74, 1974–75, 1975–76
- 유로피언컵 위너스컵: 1966-67
- 인터컨티넨탈컵: 1976
- 레기오날리가 쉬트: 1964-65
- 북미 사커리그: 1977, 1978, 1980
- UEFA 유럽 축구 선수권 대회: 우승 (1972), 준우승 (1976)
- FIFA 월드컵: 우승 (1974), 준우승 (1966), 3위 (1970)

### 감독
- FIFA 월드컵: 우승 (1990), 준우승 (1986)
- 리그 1: 1990-91
- 분데스리가: 1993-94
- UEFA컵: 1995-96

### 개인
- 발롱도르: 1972, 1976
- 독일 올해의 선수: 1966, 1968, 1974, 1976
- 키커 분데스리가 올해의 팀[28]: 1965–66, 1966–67, 1967–68, 1968–69, 1969–70, 1970–71, 1971–72, 1972–73, 1973–74, 1974–75, 1975–76, 1976–77
- 월드사커 올해의 팀[29] : 1966, 1967, 1968, 1969, 1971, 1972, 1973, 1974, 1975, 1976, 1977
- FIFA 공로상: 2004
- FIFA 회장상: 2012
- UEFA 회장상: 2012
- NASL MVP: 1977
- 제프 헤어베르거 상: 1990
- 월드사커 올해의 감독: 1990
- 라우레우스 공로상: 2007
- 골든풋: 2010
- 마르카 레전드: 2012
- FIFA 월드컵 브론즈부트: 1966
- FIFA 월드컵 베스트 팀: 1966, 1970, 1974
- UEFA 유럽 축구 선수권 대회 베스트 팀: 1972, 1976

#### 선정
- 발롱도르 드림팀[30]: 2020
- 독일 스포츠 명예의 전당
- 독일 축구 명예의 전당
- 바이에른 뮌헨 명예의 전당
- 바이에른 뮌헨 역대 베스트 : 2005
- UEFA 유로 역대 베스트: 2016
- UEFA 골든 주빌리 어워드 2위 : 2004
- FIFA 100[31]: 2004
- FIFA 월드컵 올타임팀: 1994
- FIFA 월드컵 드림팀[32]: 2002
- 월드사커 역대 베스트: 2013
- 월드사커 역대 선수 4위: 2013
- 월드사커 역대 감독 29위: 2013
- IFFHS 역대 베스트

#### 훈장
- 독일 연방 공화국 Cross of the Order of Merit : 1976
- 독일 연방 공화국 Cross of Merit 1st Class : 1986
- 독일 연방 공화국 Commanders' Cross of Merit : 2006
- 바바리아 주 Order of Merit : 1982
- 니더 작센 주 Merit 1st Class : 2008
- 노르트라인 베스트팔리아 주 Order of Merit : 2009
- 코소보 공화국 Honorary consul : 2011

## 같이 보기
- A매치 100경기 이상 출전한 축구 선수 명단